# Grupul Carme
Grupul Carme este un grup de sateliți neregulați retrograzi ai lui Jupiter care urmează orbite similare cu Carme și despre care se crede că au o origine comună.
Semiaxele lor mari (distanțele de la Jupiter) variază între 22,9 și 24,1 Gm, înclinațiile lor orbitale între 164,9 ° și 165,5 ° și excentricitățile lor orbitale între 0,23 și 0,27 (cu o singură excepție).

Această diagramă ilustrează cei mai mari sateliți neregulați ai lui Jupiter. Locația grupului Carme este ilustrată de prezența lui Carme în mijlocul inferior. Poziția unui obiect pe axa orizontală indică distanța acestuia față de Jupiter. Axa verticală indică înclinarea acesteia. Excentricitatea este indicată de bare galbene care ilustrează distanțele maxime și minime ale obiectului față de Jupiter. Cercurile ilustrează dimensiunea unui obiect în comparație cu celelalte.

Membrii de bază includ (perioada negativă indică orbita retrogradă):  
| Nume                  | Diametru (km) | Perioadă (zile) | Note                                    |
| --------------------- | ------------- | --------------- | --------------------------------------- |
| Carme                 | 46,7          | −693,17         | cel mai mare membru și prototip de grup |
| Taygete               | 5             | −691,62         |                                         |
| Eukelade              | 4             | −693,02         |                                         |
| Eirene                | 3             | −743,88         |                                         |
| Chaldene              | 4             | −759,88         |                                         |
| Isonoe                | 4             | −688,61         |                                         |
| Kalyke                | 6.9           | −766,61         | substanțial mai roșii decât ceilalți    |
| Erinome               | 3             | −682,80         |                                         |
| Aitne                 | 3             | −712,04         |                                         |
| Kale                  | 2             | −736,55         |                                         |
| Pasithee              | 2             | −711,12         |                                         |
| S/2003 J 9 (probabil) | 1             | −767,60         |                                         |

Această diagramă compară elementele orbitale și dimensiunile relative ale membrilor de bază ai grupului Carme. Axa orizontală ilustrează distanța medie a acestora față de Jupiter, axa verticală înclinația lor orbitală, iar cercurile dimensiunile lor relative.

Uniunea Astronomică Internațională (IAU) rezervă nume care se termină în -e pentru toți sateliții retrograzi.

## Origine
Dispersia foarte scăzută a elementelor orbitale medii 1 între membrii de bază (grupul este separat de mai puțin de 700.000 km în semiaxa mare și mai puțin de 0,7° în înclinație) sugerează că grupul Carme ar fi putut odată să fi fost un singur corp care a fost spart de un impact. Dispersia poate fi explicată printr-un impuls de viteză foarte mic (5 < δV < 50 m/s).  Corpul părinte era probabil de mărimea lui Carme, 46 de km în diametru; 99% din masa grupului este inca situata în Carme. 
Un sprijin suplimentar pentru originea dintr-un singur corp vine din culorile cunoscute: toți 2 sateliții apar roșu deschis, cu indici de culoare BV= 0,76 și VR= 0,47  și spectre infraroșii, similare asteroizilor de tip D.  Aceste date sunt în concordanță cu un progenitor din familia Hilda sau cu un troian Jupiter.
1 Parametrii orbitali osculatori ai sateliților neregulați ai lui Jupiter se modifică pe scară largă în intervale scurte din cauza perturbării puternice a Soarelui. De exemplu, au fost raportate modificări de până la 1 Gm în semi-axa majoră în 2 ani, 0,5 în excentricitate în 12 ani și până la 5° în 24 de ani. Elementele medii orbitale sunt mediile calculate prin integrarea numerică a elementelor curente pe o perioadă lungă de timp, utilizate pentru determinarea familiilor dinamice.2 Cu excepția lui Kalyke, substanțial mai roșu.

Această diagramă prezintă grupul Ananke la aceeași scară cu cealaltă diagramă, ilustrând dispersia sa largă în comparație cu grupul compact Carme (vezi diagrama aferentă).

Această diagramă arată compactitatea grupului Carme.